# Västernorrlands änterkarleregemente
Västernorrlands änterkarleregemente var ett indelt regemente under svenska flottan i det Stora nordiska kriget. Regementet som övades och beväpnades som ett infanteriregemente år 1717.